# Jean-François Nadeau
Pour les articles homonymes, voir Nadeau.
Jean-François Nadeau (né en 1970 à Cookshire (aujourd'hui Cookshire-Eaton), dans les Cantons-de-l'Est) est un historien, éditeur et politologue québécois. Il est directeur adjoint de l’information au quotidien Le Devoir après avoir été directeur des pages culturelles du même journal de 2003 à 2013. Auparavant, il a été  directeur littéraire aux Éditions de l'Hexagone et professeur d’histoire canadienne à l’Université Laurentienne (Sudbury).

## Biographie
Nadeau étudie l'histoire à l’Université de Sherbrooke, puis la science politique à l'Université Laval et à l'Université de Montréal. Il fait des études de deuxième cycle sur le nationalisme québécois et, en particulier, sur André Laurendeau. En 2003, il soutient une thèse de doctorat sur Robert Rumilly à l'UQAM. Une nouvelle version de cette thèse est publiée sous le titre de Robert Rumilly, l’homme de Duplessis (2009). On lui doit une édition critique des lettres de Chevalier de Lorimier ainsi qu'une édition d'articles de Jules Fournier, Mon encrier, et la réédition de la biographie de Louis-Joseph Papineau par la féministe Eva Circé-Côté. Les travaux de Nadeau portent sur la vie politique québécoise et en particulier sur le nationalisme des années 1930 jusqu'à la Révolution tranquille et sur les courants d'extrême droite au Québec. Il admire les libres-penseurs et pamphlétaires Aristide Filiatreault et Arthur Buies, auxquels il a consacré des articles.
En 2006, il est à l’origine d’une controverse sur la légalité de l'exhumation et sur la pertinence de conserver une dépouille  supposée être celle du légendaire Alexis le Trotteur dans un musée. Les débats entourant la légalité de la détention des os d’Alexis le Trotteur ont conduit le musée à céder les os à la municipalité de Clermont où ils sont désormais inhumés.
À l'automne 2007, il fait paraître chez Lux Éditeur la première biographie de Pierre Bourgault. L'ouvrage fait événement, ranimant certains débats dans les cercles indépendantistes. Le livre a reçu les éloges de la critique et du public, recevant plusieurs prix et apparaissant en tête des palmarès des meilleures ventes en librairie.
Un certain nombre de ses chroniques et de ses interventions publiques ont été rassemblées dans Un peu de sang avant la guerre (2013), Les radicaux libres (2016), 'Sale temps (2022). Plusieurs de ses textes dans Le Devoir sont consacrés à la question de la préservation du patrimoine bâti au Québec.

## Édition
Il a été directeur du journal des étudiants de l’Université de Montréal, Le Quartier libre. C’est à lui qu’on doit d’ailleurs le nom de ce journal, inspiré par son devancier, Le Quartier latin, et par un poème de Jacques Prévert.
En 1995, Jean-François Nadeau a cofondé, avec Robert Comeau, la maison d'édition Comeau & Nadeau, spécialisée en histoire du Québec. Depuis 2002, la maison est connue sous le nom de Lux Éditeur et fonctionne au quotidien sur la base d’un collectif.
En 1997, il a cofondé le journal mensuel satirique Le Couac avec Pierre de Bellefeuille. Ce journal satirique s’inspire du Canard fondé par Hector Berthelot en 1877 et, surtout, de La Lanterne d’Arthur Buies. Plusieurs écrivains et essayistes importants collaborent à ce journal au cours de ces premières années, dont Victor-Lévy Beaulieu, Pierre Vadeboncœur, Gilles Archambault, Francis Dupuis-Déri, Louis Hamelin, Normand Baillargeon, Pierre Falardeau, Jean Bricmont. Quelques textes inédits de Jacques Ferron y sont aussi publiés.

## Télévision et radio
Chroniqueur pour plusieurs émissions radiophoniques sur les ondes de Radio-Canada, dont Le 15-18, Vous m’en lirez tant, Macadam tribus, Christiane Charette, Plus on est de fous et plus on lit.
Animateur de l’émission C’est une autre histoire sur les ondes de Radio-Canada. De 2022 à 2024, il est chroniqueur à l’émission Le Québec maintenant de la chaine privée 98.5 FM, une émission alors animée par Patrick Lagacé. À la télévision, sur les ondes de Télé-Québec, il apparait depuis plusieurs années comme l’un des historiens réguliers de la série Kébec, animée tout d’abord par Jean-Philippe Wauthier, puis Noémi Mercier et Rose-Aimée Automne T. Morin.

## Honneurs
- 1998 - Prix Alphonse-Desjardins
- 2007 - Prix du Grand public La Presse / Salon du livre de Montréal
- 2008 - 2e Prix de la Présidence de l'Assemblée nationale du Québec[7]
- 2008 - Médaille de l'Assemblée nationale[8]
- 2010 - Finaliste au prix Victor-Barbeau de l’essai de l’Académie des lettres du Québec pour Robert Rumilly, l’homme de Duplessis
- 2011 - Prix Richard-Arès
- 2017 - Prix Jules-Fournier
- 2017 - Prix Marcel-Couture du Salon du livre de Montréal
- 2022 - Prix Pierre-Vadeboncoeur de l’essai remis par la CSN pour Sale temps
- 2025 - Prix Mosaïque, Faculté des sciences humaines de l’Université du Québec à Montréal (UQAM)